# Kanjon reke Blyde
Kanjon reke Blyde je 26 km dolg kanjon v provinci Mpumalangi v Južni Afriki. Je eden večjih kanjonov na Zemlji, vendar veliko manjši od azijskih, Velikega kanjona in kanjona Ribje reke. Za razliko od Velikega kanjona in kanjona Ribje reke je kanjon reke Blyde zeleni kanjon, v katerem prevladuje subtropsko rastlinje. Kanjon je del naravnega rezervata kanjona reke Blyde.
Kanjon reke Blyde poteka mimo skalne formacije, znane kot Trije rondaveli. Ime je dobila po tem, ko je podobna trem hišam v afriškem slogu ali rondavelom. Ta kanjon je del panoramske poti. Ta pot se začne v mestu Graskop in vključuje Božje okno, Pinnacle Mpumalanga in Bourke's Luck Potholes (Bourkejeve srečne luknje).

## Ime
Kanjon je poimenovan po reki, ki teče skozenj, reki Blyde, danes imenovani reka Motlatse. Blyde v stari nizozemščini pomeni »vesel« ali »srečen«, ime pa izhaja iz odprave [[Veliki pohod|voortrekkerjev]g. »Srečna reka« je bila tako poimenovana leta 1844, ko so se Hendrik Potgieter in drugi varno vrnili iz zaliva Delagoa k preostali skupini pohodnikov, ki so jih imeli za mrtve. Medtem ko so bili še vedno v tej zmoti, so bližnjo reko, kjer so taborili, poimenovali Treurrivier ali »žalujoča reka«.
Leta 2005 je bila reka Blyde preimenovana v reko Motlatse, vlada province Mpumalanga pa je napovedala, da bo preimenovan tudi kanjon.

## Favna in flora
Kanjon reke Blyde podpira veliko raznolikost življenja, vključno s številnimi vrstami rib in antilop, pa tudi povodnimi konji in krokodili ter vsemi vrstami primatov, ki jih je mogoče videti v Južni Afriki (vključno z velikimi in malimi galagi, zamorskimi mačkami in opicami Cercopithecus mitis albogularis). Raznolikost ptic je podobno visoka, vključno s čudovitim in zelo iskanim narinskim trogonom (Apaloderma narina), pa tudi vrstami, kot so kapski jastreb (Gyps coprotheres), črni orel (Ictinaetus malaiensis), kronani orel (Stephanoaetus coronatus), afriški jezerec, afriški lunj (Polyboroides typus), kanj Buteo rufofuscus, beloprsi jastreb (Gyps bengalensis), plešasti ibis (Geronticus calvus), Podica senegalensis, Tauraco corythaix, Gallirex porphyreolophus, Promerops gurneyi, Nectarinia famosa, cimetov golob (Columba larvata), kukavica Chrysococcyx cupreus, Spermestes bicolor, detel Campethera abingoni, srakoper Chlorophoneus olivaceus, Mandingoa nitidula, sokol Falco fasciinucha (zelo redko opaženi, gnezdeči par živi v bližnjem prelazu Abel Erasmus), sove Bubo capensis, Ptilopsis granti, Strix woodfordii, sokol selec, orli Circaetus pectoralis, Hieraaetus wahlbergi, Lophaetus occipitalis, južni sokol, jastreb Accipiter rufiventris, skalna postovka (Falco rupicolus) in druge.

## Slap Kadishi
S 200 metri je slap Kadishi Tufa drugi najvišji slap iz lehnjaka na svetu. Slap iz lehnjaka nastane, ko voda, ki teče čez dolomit, absorbira kalcij in odlaga skalne formacije hitreje, kot pa erodira okoliško kamnino. V primeru slapa Kadishi Tufa je nastala formacija presenetljivo podobna obrazu, ki joka na vso moč, zato je včasih znana kot jokajoči obraz narave.

## Turizem
Kanjon in okoliško Zmajevo gorovje (Drakensberg) sta zelo priljubljena turistična regija z dobro razvito turistično industrijo, ki jo podpira dobra javna infrastruktura.

## Galerija
- Kanjon reke Blyde
- Blyde ob izhodu iz kanjona blizu Swadenija
- Jokajoči obraz narave
- Zgornji kanjon, kot ga je videl Bourke's Luck na sotočju Treurja in Blydea
- Trije Rondaveli v kanjonu reke Blyde